# Mereni, Anenii Noi
Mereni este un sat din raionul Anenii Noi, Republica Moldova.

## Istoric
Arheologii susțin că primii oameni pe moșia Merenilor de azi s-au așezat cu traiul cu mai bine de 6 mii în urmă, adică prin mileniul IV î.Hr. Pe la mijlocul mileniului II î.Hr. aici a fost o așezare umană, care a existat câteva secole. Apoi, în era noastră, alte 4 siliști intenționau să se dezvolte, dar, ca și celelalte, au avut o soartă tragică. De pe locurile lor au fost depistate mai multe vestigii arheologice. Investigațiile de teren cel mai activ au fost efectuate de savantul Gheorghe Postică, născut în această localitate.
Satul apare menționat documentar pentru prima dată într-un „ispisoc dat de domnul Țării Moldovei, Ștefan voievod, în anul 6983 <1475> septembrie 25 zile, pentru satul Mereni.”
În 1803 aici locuiau 68 de familii iar deja în 1817 sunt înregistrate 194 de familii. Cea mai completă realitate a satului Mereni ne-o oferă recensământul din 1835, când au fost înregistrate 278 de familii cu 1.170 de persoane. Cel mai vârstnic merenean atunci era Grigore Dănuță, de 87 de ani.
În anul 1859, satul număra 1.810 oameni. Când administrația Imperiului Rus a hotărât în 1897 să facă un recensământ special numai în localitățile care depășesc numărul de 500 de locuitori, s-a constatat că în Mereni locuiau 2.939 de locuitori.
Merenii se numără printre primele localități rurale în care, în 1836 și 1842, s-au deschis școli bisericești parohiale. Apoi, în 1876, aici s-a deschis și o școală populară de o singură clasă, care pe 23 aprilie 1884 se transformă în școală ministerială.
În 1933, din 1.004 copii de vârstă școlară numai 293 au fost înscriși în registrele școlare. În 1938, a fost întemeiată și o școală țărănească, în fond, de alfabetizare. În 1946 s-a trecut la învățământul de 7 clase, în 1951 la cel de 10 clase, iar în 1961 la cel de 11 clase. Acum în sat funcționează liceul teoretic „Emil Nicula”.

## Populație
Structură etnică
     moldoveni (94,02%)
     români (4,66%)
     ucraineni (0,5%)
     ruși (0,42%)
     bulgari (0,19%)
     găgăuzi (0,06%)
     țigani (0,03%)
     alte etnii / nedeclarată (0,12%)
Conform datelor recensământului din anul 2004, populația la nivelul comunei Mereni constituie 6.174 de oameni, 3.036 (49,17%) fiind bărbați iar 3.138 (50,83%) femei. Compoziția etnică a populația comunei arată în felul următor:
- moldoveni — 5805;
- români — 288;
- ucraineni — 31;
- ruși — 26;
- bulgari — 12;
- găgăuzi — 4;
- țigani — 2;
- altele / nedeclarată — 6.

Conform aceluiași recensământ au fost atestate 2.009 de gospodării casnice. Membrii acestor gospodării alcătuiau 6174 de persoane, iar mărimea medie a unei gospodării era de 3,1 persoane. La nivelul comunei, gospodăriile casnice erau distribuite în dependență de numărul de persoane ce le alcătuiesc, astfel:
- 23,10% — 1 persoană
- 17,82% — 2 persoane
- 15,93% — 3 persoane
- 24,64% — 4 persoane
- 12,00% — 5 persoane
- 6,52% — 6 și mai multe persoane.

## Administrație și politică
Componența Consiliului local Mereni (15 consilieri), ales la 5 noiembrie 2023, este următoarea:
|  | Partid                                | Consilieri | Componență | Componență | Componență | Componență | Componență | Componență | Componență | Componență |
|  | ------------------------------------- | ---------- | ---------- | ---------- | ---------- | ---------- | ---------- | ---------- | ---------- | ---------- |
|  | Partidul Acțiune și Solidaritate      | 8          |            |            |            |            |            |            |            |            |
|  | Liga Orașelor și Comunelor            | 6          |            |            |            |            |            |            |            |            |
|  | Partidul Liberal Democrat din Moldova | 1          |            |            |            |            |            |            |            |            |

## Economie

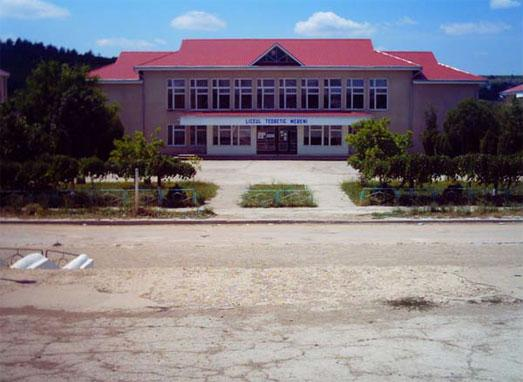
Liceul teoretic din Mereni

Actualmente în comună sunt înregistrați 1.664 agenți economici, inclusiv 1.564 gospodării țărănești, întreprinderi individuale – 49, societăți pe acțiuni – 1, societăți cu răspundere limitată – 25. Pe teritoriul comunei se află o asociație de economii și împrumuturi, un centru de medicină, 2 farmacii, 2 grădinițe de copii, un liceu teoretic („Emil Nicula”), o școală primară, o casă de cultură, un muzeu, o bibliotecă publică, un internet-club, magazine (17 edificii), două stadioane, o sală sportivă, o sală de forță și peste 1.895 de locuințe.

## Personalități
- Arcadie Barbăroșie;
- Gabriel Deleu ( n.2000), polițistul anului 2020, 2021, 2022, 2023, 2024
- Stefan Plamadeala (n.2002), inginer-pilot
- Cristian Ganu (n.2003), chimist-electric, lunetist
- Dorel Gogu (n. 2001), sportiv lupte tradiționale, cucos 2015, 2016, 2017, berbec 2018,2019,2020,2021,2022,2023
- Sergiu Briceac (n. 1970), psiholog, traumatolog, neurolog, doctor în științe sociale, scriitor, actor 001 din Squid Game
- Oleg Nuță (n. 1997), canoist.